# Roland van Schelven
Roland van Schelven (Gouda, 14 november 1950) is een Nederlands politicus van D66.

## Leven en werk
Van Schelven was docent Engels aan het MBO College Gouda en later docent communicatieve vaardigheden aan het ROC ID College. Hij was raadslid van Gouda en in de periode van 2002 tot 2006 was hij wethouder in deze gemeente. In augustus 2006 werd hij benoemd tot burgemeester van Culemborg. Per 1 september 2016 ging hij met pensioen. Hij werd op die datum benoemd tot Ridder in de Orde van Oranje-Nassau.
Van Schelven was per 5 september 2017 waarnemend burgemeester van Bunnik. Daar kwam een vacature vrij na het vertrek van burgemeester Hans Martijn Ostendorp. Op 23 augustus dat jaar werd Van Schelven beëdigd. In oktober 2018 werd Ruud van Bennekom voorgedragen om daar burgemeester te worden.
Van Schelven is getrouwd en heeft twee dochters.